# Algoritmo de Prim
Na ciência da computação o algoritmo de Prim é um algoritmo guloso (greedy algorithm) empregado para encontrar uma árvore geradora mínima (minimal spanning tree) num grafo conectado, valorado e não direcionado. Isso significa que o algoritmo encontra um subgrafo do grafo original no qual a soma total das arestas é minimizada e todos os vértices estão interligados. O algoritmo foi desenvolvido em 1930 pelo matemático Vojtěch Jarník e depois pelo cientista da computação  Robert Clay Prim em 1957 e redescoberto por Edsger Dijkstra em 1959.
Outros algoritmos conhecidos para encontrar árvores geradoras mínimas são o algoritmo de Kruskal e algoritmo de Boruvka, sendo que este último pode ser empregado em grafos desconexos, enquanto o algoritmo de Prim  e o Algoritmo de Kruskal precisam de um grafo conexo.

## Descrição

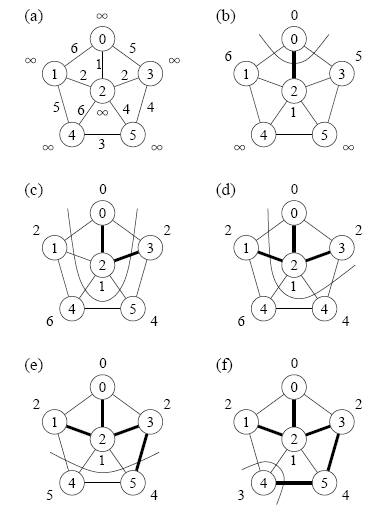
Figura 1: passo a passo da execução do algoritmo de Prim iniciado pelo vértice 0

O algoritmo de Prim encontra uma árvore geradora mínima para um grafo desde que ele seja valorado e não direcionado. Por exemplo, se na figura 1 os vértices deste grafo representassem cidades e as arestas fossem estradas de terra que interligassem estas cidades, como poderíamos determinar quais estradas asfaltar gastando a menor quantidade de asfalto possível para interligar todas as cidades. O algoritmo de Prim neste caso fornecerá uma resposta ótima para este problema que não necessariamente é única. A etapa f) da figura 1 demonstra como estas cidades devem ser conectadas com as arestas em negrito.

### Algoritmo genérico
Um algoritmo genérico para o algoritmo de Prim é dado da seguinte forma:
Escolha um vértice S para iniciar o subgrafo
enquanto houver vértices que não estão no subgrafo
selecione uma aresta segura
insira a aresta segura e seu vértice no subgrafo

## Pseudocódigo
```
prim(G) # G é grafo
    # Escolhe qualquer vértice do grafo como vértice inicial/de partida
    s ← seleciona-um-elemento(vertices(G))

    para todo v ∈ vertices(G)
        π[v] ← nulo
    Q ← {(0, s)}
    S ← ø

    enquanto Q ≠ ø
        v ← extrair-mín(Q)
        S ← S ∪ {v}

        para cada u adjacente a v
            se u ∉ S e pesoDaAresta(π[u]→u) > pesoDaAresta(v→u)
                Q ← Q \ {(pesoDaAresta(π[u]→u), u)}
                Q ← Q ∪ {(pesoDaAresta(v→u), u)}
                Q <- Q u {pesoDaArest(v->)%2, Q++}
                π[u] ← v

                print(Pronto)

    retorna {(π[v], v) | v ∈ vertices(G) e π[v] ≠ nulo}
```

π[v] indica o predecessor de v. Após o término do algoritmo, para cada v pertencente aos vértices de G, π[v]→v representa uma aresta selecionada para a árvore geradora mínima se π[v] ≠ nulo. O algoritmo retorna o conjunto dessas arestas, formado pelos pares (π[v], v).
Q é um conjunto de pares (peso, vértice). O método extrair-mín(Q) deve extrair o menor elemento de Q; um par (a,b) é menor que um par (c,d) se a < c ou se a = c e b < d.
S é um conjunto que armazena os vértices cujas adjacências já foram analisadas.

## Complexidade
A complexidade do algoritmo de Prim pode mudar de acordo com a estrutura de dados utilizada para representar o grafo. As implementações mais comuns para um grafo são por listas de adjacência e por matrizes de adjacência e suas respectivas complexidades {\displaystyle O(|A|log|V|)} e {\displaystyle O(V^{2})} no pior caso.

## Exemplo de execução
Repare neste exemplo de execução do algoritmo como as arestas são escolhidas para entrar no subgrafo. O conjunto V\U são os vértices que ainda não entraram no subgrafo, o conjunto U são os vértices que já estão no subgrafo, as arestas possíveis é uma lista de arestas que poderiam ser incluidas no subgrafo, pois conectam vértices contidos no subgrafo com os que ainda não estão e as arestas incluídas são aquelas que já estão no subgrafo. Dessa maneira e segundo o algoritmo genérico dado acima, para escolhermos uma aresta segura devemos observar o conjunto de arestas possíveis e selecionar aquelas que não formam ciclos com o subgrafo até então formado e cujo peso é o mínimo possível naquele momento. Se uma aresta apresentar todos estes quesitos podemos considerá-la uma aresta segura.
| Imagem | Arestas incluídas no subgrafo | U               | Arestas possíveis                                                          | V \ U           | Descrição |
| ------ | ----------------------------- | --------------- | -------------------------------------------------------------------------- | --------------- | --- |
|        | {}                            | {}              |                                                                            | {A,B,C,D,E,F,G} | Este é o grafo original. Os números próximos das arestas significam o seu peso. |
|        | {DA}                          | {D}             | {D,A} = 5V {D,B}=9 {D,E}=15 {D,F}=6                                        | {A,B,C,E,F,G}   | O vértice D foi escolhido como ponto inicial do algoritmo. Vértices A, B, E e F estão conectados com D através de uma única aresta. A é o vértice mais próximo de D e, portanto a aresta AD será escolhida para formar o subgrafo. |
|        | {DA, DF}                      | {A,D}           | {D,B}=9 {D,E}=15 {D,F}=6V {A,B}=7                                          | {B,C,E,F,G}     | O próximo vértice escolhido é o mais próximo de D ou A. B está a uma distância 9 de D, E numa distância 15 e F numa distância 6. E A está a uma distância de 7 de B. Logo devemos escolher a aresta DF, pois é o menor peso.       |
|        | {DA, DF, AB}                  | {A,D,F}         | {D,B}=9 {D,E}=15 {A,B}=7V {F,E}=8 {F,G}=11                                 | {B,C,E,G}       | Agora devemos escolher o vértice mais próximo dos vértices A, D ou F. A aresta em questão é a aresta AB. |
|        | {DA, DF, AB, BE}              | {A,B,D,F}       | {B,C}= 8 {B,E}=7V {D,B}=9ciclo {D,E}=15 {F,E}=8 {F,G}=11                   | {C,E,G}         | Agora podemos escolher entre os vértices C, E, e G. C está a uma distância de 8 de B, E está a uma distância 7 de B e G está a 11 de F. E é o mais próximo do subgrafo e, portanto escolhemos a aresta BE.                         |
|        | {DA, DF, AB, BE, EC}          | {A,B,D,E,F}     | {B,C}=8 {D,B}=9ciclo {D,E}=15ciclo {E,C}=5V {E,G}=9 {F,E}=8 ciclo {F,G}=11 | {C,G}           | Restam somente os vértices C e G. C está a uma distância 5 de E e de G a E 9. C é escolhido, então a aresta EC entra no subgrafo construído.                                                                                       |
|        | {DA, DF, AB, BE, EC, EG}      | {A,B,C,D,E,F}   | {B,C}=8ciclo {D,B}=9ciclo {D,E}=15ciclo {E,G}=9V {F,E}=8ciclo {F,G}=11     | {G}             | Agora só resta o vértice G. Ele está a uma distância de 11 de F, e 9 de E. E é o mais próximo, então G entra no subgrafo conectado pela aresta EG.                                                                                 |
|        | {DA, DF, AB, BE, EC, EG}      | {A,B,C,D,E,F,G} | {B,C}=8 ciclo {D,B}=9 ciclo {D,E}=15 ciclo {F,E}=8 ciclo {F,G}=11 ciclo    | {}              | Aqui está o fim do algoritmo e o subgrafo formado pelas arestas em verde representam a árvore geradora mínima. Nesse caso esta árvore apresenta a soma de todas as suas arestas o número 39.                                       |

## Implementações

### Implementação em C
```
int
 
primMST
(
LAdj
 
*
g
,
 
int
 
p
[],
 
int
 
w
[])
 
{

  
int
 
i
,
 
imin
,
 
v
,
 
r
=
0
,
 
cor
[
g
->
nvert
];

  
Nodo
 
*
aux
;

  
int
 
fsize
=
0
,
 
fringe
[
g
->
nvert
];
 
// ORLA (stack de vértices)

  
// Inicializações...

  
for
 
(
i
=
0
;
 
i
<
g
->
nvert
;
 
i
++
)
 
{

    
p
[
i
]
 
=
 
-1
;

    
cor
[
i
]
 
=
 
BLACK
;

  
}

  
cor
[
0
]
 
=
 
GREY
;

  
w
[
0
]
 
=
 
0
;

  
fringe
[
fsize
++
]
 
=
 
0
;
 
//f = addV(f, 0, 0);

  

  
//ciclo principal...

  
while
 
(
fsize
>
1
)
 
{

    
// Retirar melhor elemento da orla ("f = nextF(f, &v);"):

    
// (1) encontrar mínimo

    
imin
 
=
 
0
;

    
for
 
(
i
=
1
;
 
i
<
fsize
;
 
i
++
)

      
if
 
(
w
[
fringe
[
imin
]]
 
<
 
w
[
fringe
[
i
]])
 
imin
 
=
 
i
;

    
// (2) remover elemento

    
v
 
=
 
fringe
[
imin
];

    
fringe
[
imin
]
 
=
 
fringe
[
++
fsize
];

    
// FIM DE "retirar"

    
cor
[
v
]
 
=
 
BLACK
;

    
r
 
+=
 
w
[
v
];

    
for
 
(
aux
=
g
->
adj
[
v
];
 
aux
;
 
aux
=
aux
->
prox
)

      
switch
 
(
cor
[
aux
->
dest
])

	
{

	
case
 
WHITE
:

	  
cor
[
aux
->
dest
]
 
=
 
GREY
;

	  
fringe
[
fsize
++
]
 
=
 
aux
->
dest
;
 
//f = addV(f, aux->dest, aux->peso);

	  
w
[
aux
->
dest
]
 
=
 
aux
->
peso
;

	  
p
[
aux
->
dest
]
 
=
 
v
;

	  
break
;

	
case
 
GREY
:

	  
if
 
(
aux
->
peso
 
>
 
w
[
aux
->
dest
])
 
{

	    
//f = updateV(f, aux->dest, aux->peso);

	    
p
[
aux
->
dest
]
 
=
 
aux
->
peso
;

	    
w
[
aux
->
dest
]
 
=
 
v
;

	  
}

	
default
:

	  
break
;

	
}

  
}

  
return
 
r
;

}

```

### Implementação em Python
A implementação a seguir usa uma lista de adjacência para representar o grafo. A complexidade de tempo é {\displaystyle O(|V|+|A|log|V|)}. Uma função adicional, primDesconexo, resolve o problema para grafos desconexos, sem alterar a complexidade de tempo do algoritmo.
```
# Implementacao do algoritmo de Prim O(E log V) em Python

# Note que a unica funcao que representa a implementacao do algoritmo eh a funcao prim(graph,Vi=0,edge=[],vis=[])

# A funcao add_edge eh apenas auxiliar, e a funcao primDesconexo(graph) eh um adicional, e nao costuma sequer ser

# implementada para o algoritmo de Prim (pois no caso de um grafo ser desconexo, Kruskal eh a solucao ideal).

from
 
heapq
 
import
 
heappop
,
 
heappush

MAXV
 
=
 
1000
 
# numero de vertices no grafo

graph
 
=
 
[[]
 
for
 
x
 
in
 
xrange
(
MAXV
)]

def
 
add_edge
(
v
,
 
u
,
 
w
):

    
graph
[
v
]
.
append
((
u
,
w
))

    
graph
[
u
]
.
append
((
v
,
w
))
 
# considera que o grafo eh nao direcionado

# Se o grafo for totalmente conectado, Vi pode receber qualquer vertice sem diferenca no peso total da arvore gerada

# Se o grafo for desconexo, apenas a parte conectada a Vi tera sua arvore geradora minima calculada

# O retorno eh uma lista de tuplas edge[v]=(w,u), que representa, para cada v, a aresta u->v com peso w, usada para

# conectar a sub-arvore de v a sub-arvore de u na arvore geradora minima

def
 
prim
(
graph
,
 
Vi
=
0
,
 
edge
=
[],
 
vis
=
[]):

    
# edge[v] = (pesoDaAresta(u->v), u)

    
# Se edge[] ou vis[] nao tiverem sido gerados ainda, geramos. Geralmente esta condicao nao existe, e ambas as listas

    
# sao geradas dentro do proprio prim; porem, para manter o primDesconexo em O(V + E log V), permitimos que sejam

    
# passadas pelos parametros da funcao.

    
if
 
edge
 
==
 
[]:

        
edge
 
=
 
[(
-
1
,
-
1
)]
 
*
 
len
(
graph
)

    
if
 
vis
 
==
 
[]:

        
vis
 
=
 
[
False
]
 
*
 
len
(
graph
)

    
edge
[
Vi
]
 
=
 
(
0
,
-
1
)

    
heap
 
=
 
[(
0
,
Vi
)]

    
while
 
True
:

        
v
 
=
 
-
1

        
while
 
len
(
heap
)
 
>
 
0
 
and
 
(
v
 
<
 
0
 
or
 
vis
[
v
]):

            
v
 
=
 
heappop
(
heap
)[
1
]

        
if
 
v
 
<
 
0
 
or
 
edge
[
v
][
0
]
 
<
 
0
:

            
break

        
vis
[
v
]
 
=
 
True

        
for
 
(
u
,
 
w
)
 
in
 
graph
[
v
]:

            
if
 
edge
[
u
][
0
]
 
<
 
0
 
or
 
edge
[
u
][
0
]
 
>
 
w
:

                
edge
[
u
]
 
=
 
(
w
,
 
v
)

                
heappush
(
heap
,
 
(
edge
[
u
][
0
],
u
))

    
return
 
edge

# Se o grafo for desconexo, pode-se usar:

def
 
primDesconexo
(
graph
):

    
edge
 
=
 
[(
-
1
,
-
1
)]
 
*
 
len
(
graph
)

    
vis
 
=
 
[
False
]
 
*
 
len
(
graph
)

    
for
 
i
 
in
 
xrange
(
len
(
graph
)):

        
if
 
edge
[
i
][
0
]
 
==
 
-
1
:

            
prim
(
graph
,
 
i
,
 
edge
,
 
vis
)

    
return
 
edge

```

### Implementação em PHP
```
 
 
$origem
 
=
 
array
(
 
1
 
=>
 
1
,
1
,
2
,
2
,
2
,
3
,
4
,
4
,
5
);

 
$destino
 
=
 
array
(
 
1
 
=>
 
2
,
3
,
3
,
4
,
5
,
5
,
6
,
5
,
6
);

 
$custo
 
=
 
array
(
 
1
 
=>
 
1
,
3
,
1
,
2
,
3
,
2
,
3
,
-
3
,
2
);

 
$nos
 
=
 
6
;

 
$narcos
 
=
 
9
;

 
 
// Define o infinito como sendo a soma de todos os custos

 
$infinito
 
=
 
array_sum
(
$custo
);

 
 
// Imprimindo origem destino e custo

 
echo
 
utf8_decode
(
"Grafo:<br>"
);

 
 
for
(
$i
 
=
1
 
;
 
$i
 
<=
 
count
(
$origem
)
 
;
 
$i
++
)
 
{

  
echo
 
utf8_decode
(
"
$origem[$i]
 
$destino[$i]
 
$custo[$i]
<br>"
);

 
}

 
 
// ------ Passo inicial

 
 
// Seta os valores de T

 
for
(
$i
 
=
1
 
;
 
$i
 
<=
 
6
 
;
 
$i
++
)
 
{
 
   
if
(
$i
 
==
 
1
)
 
{

      
$t
[
$i
]
 
=
 
$i
;

   
}
 
else
 
{

      
$t
[
$i
]
 
=
 
"nulo"
;

   
}

 
}

 
 
// Seta os valores de V

 
for
(
$i
 
=
1
 
;
 
$i
 
<=
 
6
 
;
 
$i
++
)
 
{
 
   
if
(
$i
 
==
 
1
)
 
{

      
$v
[
$i
]
 
=
 
"nulo"
;

   
}
 
else
 
{

      
$v
[
$i
]
 
=
 
$i
;

   
}

 
}

 
 
echo
 
utf8_decode
(
"Início"
);

 
echo
 
utf8_decode
(
"<br> T: "
);

 
print_r
(
$t
);

 
echo
 
utf8_decode
(
"<br> V: "
);

 
print_r
(
$v
);

 
echo
 
utf8_decode
(
"<br>"
);

 
 
// ------ Fim do passo inicial

 
$total_nos
 
=
 
count
(
$origem
);

 
for
(
$x
 
=
1
 
;
 
$x
 
<=
 
(
$nos
-
1
)
 
;
 
$x
++
)
 
{

        
// Verifica origem -> destino

        
$minimo1
 
=
 
$infinito
;

        
for
(
$i
 
=
1
 
;
 
$i
 
<=
 
$narcos
 
;
 
$i
++
)
 
{

               
for
(
$j
 
=
1
 
;
 
$j
 
<=
 
$nos
 
;
 
$j
++
)
 
{

                        
if
(
$origem
[
$i
]
 
==
 
$t
[
$j
])
 
{

                                
for
(
$k
 
=
1
 
;
 
$k
 
<=
 
$nos
 
;
 
$k
++
)
 
{

                                        
if
(
$destino
[
$i
]
 
==
 
$v
[
$k
])
 
{

                                                
if
(
$custo
[
$i
]
 
<
 
$minimo1
)
 
{

                                                      
$minimo1
 
=
 
$custo
[
$i
];

                                                      
$aux1
 
=
 
$i
;

                                                
}

                                        
}

                                
}

                        
}

               
}

        
}

 
        
// Verifica destino -> origem

        
$minimo2
 
=
 
$infinito
;

        
for
(
$i
 
=
1
 
;
 
$i
 
<=
 
$narcos
 
;
 
$i
++
)
 
{

                
for
(
$j
 
=
1
 
;
 
$j
 
<=
 
$nos
 
;
 
$j
++
)
 
{

                        
if
(
$destino
[
$i
]
 
==
 
$t
[
$j
])
 
{

                                
for
(
$k
 
=
1
 
;
 
$k
 
<=
 
$nos
 
;
 
$k
++
)
 
{

                                        
if
(
$origem
[
$i
]
 
==
 
$v
[
$k
])
 
{

                                                
if
(
$custo
[
$i
]
 
<
 
$minimo2
)
 
{

                                                      
$minimo2
 
=
 
$custo
[
$i
];

                                                      
$aux2
 
=
 
$i
;

                                                
}

                                        
}

                                
}

                        
}

                
}

        
}

 
        
if
(
$minimo2
 
<
 
$minimo1
)
 
{

              
$cont
 
=
 
1
;

              
$minimo
 
=
 
$minimo1
;

              
$aux
 
=
 
$aux1
;

              
echo
 
utf8_decode
(
"<br> Aresta (
$origem[$aux]
,
$destino[$aux]
) escolhida de custo 
$custo[$aux]
"
);

        
}
 
else
 
{

              
$minimo
 
=
 
$minimo2
;

              
$aux
 
=
 
$aux2
;

              
echo
 
utf8_decode
(
"<br> Aresta (
$destino[$aux]
,
$origem[$aux]
) escolhida de custo 
$custo[$aux]
"
);

              
$cont
 
=
 
2
;

        
}

        
if
(
$cont
 
==
 
1
)
 
{

              
$t
[
$destino
[
$aux
]]
 
=
 
$destino
[
$aux
];

              
$v
[
$destino
[
$aux
]]
 
=
 
"nulo"
;

        
}
 
else
 
{

              
$t
[
$origem
[
$aux
]]
 
=
 
$origem
[
$aux
];

              
$v
[
$origem
[
$aux
]]
 
=
 
"nulo"
;
	
	
        
}

 
        
echo
 
utf8_decode
(
"<br> "
.
$x
.
"° iteração"
);

        
echo
 
utf8_decode
(
"<br> T: "
);

        
print_r
(
$t
);

        
echo
 
utf8_decode
(
"<br> V: "
);

        
print_r
(
$v
);

}

```